# 良渚古城外围水利工程遗址
良渚古城外围水利工程遗址，位于中华人民共和国浙江省杭州市余杭区瓶窑镇良渚古城的北面和西面，是中国已知最古老的大型水利工程、世界上最早的拦洪水坝系统的遗址。
2015年5月16日，良渚古城外围水利工程遗址入选2015年度全国十大考古新发现。2017年1月13日，被列入第七批浙江省省级文物保护单位，该文物保护单位是一处古遗址。2019年以“鲤鱼山—老虎岭水坝遗址”的名称被列入第八批全国重点文物保护单位。

## 发掘经过
浙江良渚遗址的发掘可追溯到二十世纪三十年代。1936年，施昕更首先发掘良渚文化的遗址。1959年，中国社科院考古研究所考古学家夏鼐将这一文化类型命名为“良渚文化”。
2000年，在当时彭公镇蜜蜂垄发现一处大型土墩疑为墓葬，报道为“彭公大墓”，后来证实为水坝，当时仅根据发现的商周印纹陶认定为春秋战国时期的水坝。2007年，在发现良渚古城后，浙江省文物考古研究所对古城的整体结构进行了重点研究。2009年以后，以岗公岭水坝的发现为契机，浙江省考古所通过考古调查发掘并结合遥感和地理信息系统等手段，相继发现了反山、莫角山宫殿区、城墙和外郭城。2011年年初，研究人员使用谷歌地球对这一区域进行观察时发现，岗公岭南面的鲤鱼山可能存在着一个人工坝体，并在当年4月在此进行了现场钻探调查，证实了存在人工堆筑的300米长的坝体，同时在鲤鱼山东侧的獅子山发现一段被道路截断的坝体。这些发现使考古人员猜测良渚古城外围可能存在着庞大的水利系统。
2015年7月至2016年1月，考古人员对老虎岭、鲤鱼山、狮子山等水坝进行了正式发掘并同时与山东大学和南京大学联合勘探调查坝体和库区。经过发掘和调查，确认了水利系统的分布情况，取得坝体结构和营建技术的重要信息，证实坝体年代的关键地层叠压关系，验证了前期水坝碳-14测定结论的可靠性，并最终证实该水利工程已距今约4700-5100年，比大禹治水传说的年代早一千余年。

## 布局和结构
遗址由11条坝体构成，面积达100平方公里。堤坝可分山前长堤、谷口高坝和平原低坝3类。
- 山前长堤：即塘山，是水利系统中最大的单层坝体。位于良渚古城北侧，北靠天目山脉，全长约五千米，呈东北西南走向。
- 谷口高坝：位于西北侧较高丘陵的谷口位置，包括6条坝体。可分为东、西两组，各自封堵一个山谷，形成水库。高坝体高程约为海拔30-35米。坝体长度约为50-200米，厚度近100米。
- 平原低坝：位于高坝南侧的平原内，四条坝将平原上的孤丘连接而成，坝顶高程大约为10米。坝长35-360米不等。高坝与低坝之间的库区面积约8.5平方公里。库区东端与塘山长堤相接，组成统一的水利体系。

## 相关研究与保护
初步的考古认识表明，该水利工程可能具有防洪、运输、用水、灌溉等功能。这项水利工程还是目前已知世界上最早的拦洪水坝系统，体现了良渚文明与以蓄水灌溉的治水系统为主的古埃及和两河流域文明的显著性差异。
良渚古城外围水利工程遗址的发现也证实了良渚古城有包括占地达100平方公里的外围水利系统、6.3平方公里的外郭城、3平方公里的内城和城墙中心的宫殿区在内的完整的都城结构，这对中国乃至世界城市史的研究有重要意义。
2016年3月11日-13日，在杭州举办的良渚古城外围水利工程专家咨询会上，来自全国各地19家科研单位的考古学、水利史及水利工程研究专家听取了考古成果汇报，实地考察现场，一致认为良渚古代水利工程遗址是中国乃至世界史前水利考古研究中的重要发现，对研究良渚古城、良渚文化乃至中华文明的进程有重要意义。
2018年1月26日，中国联合国教科文组织全国委员会宣布将“良渚古城遗址”作为中国的2019年世界文化遗产申报项目，申遗范围包括良渚古城、瑶山遗址及其外围的水利工程遗址。

## 图片

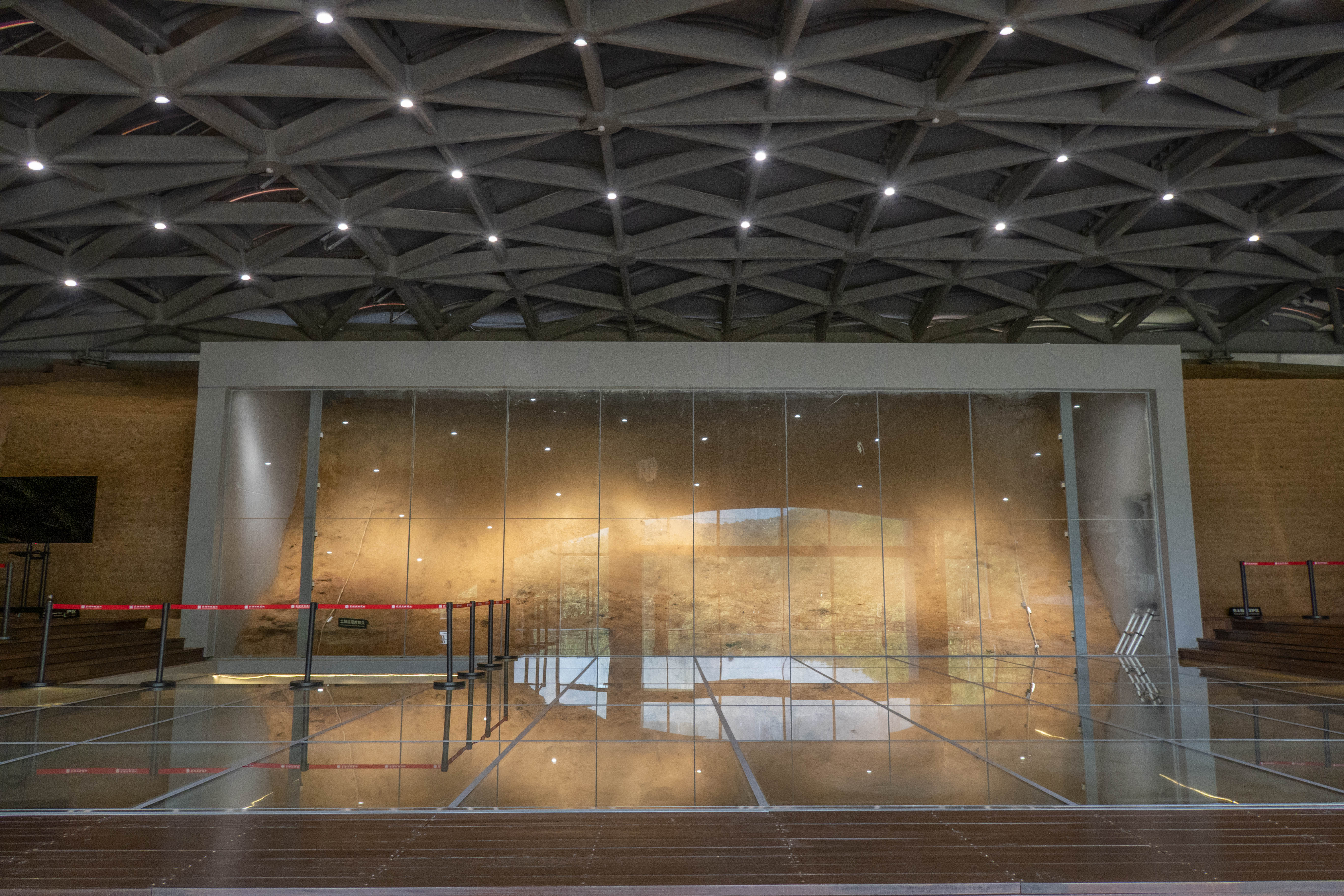
老虎岭遗址展示区
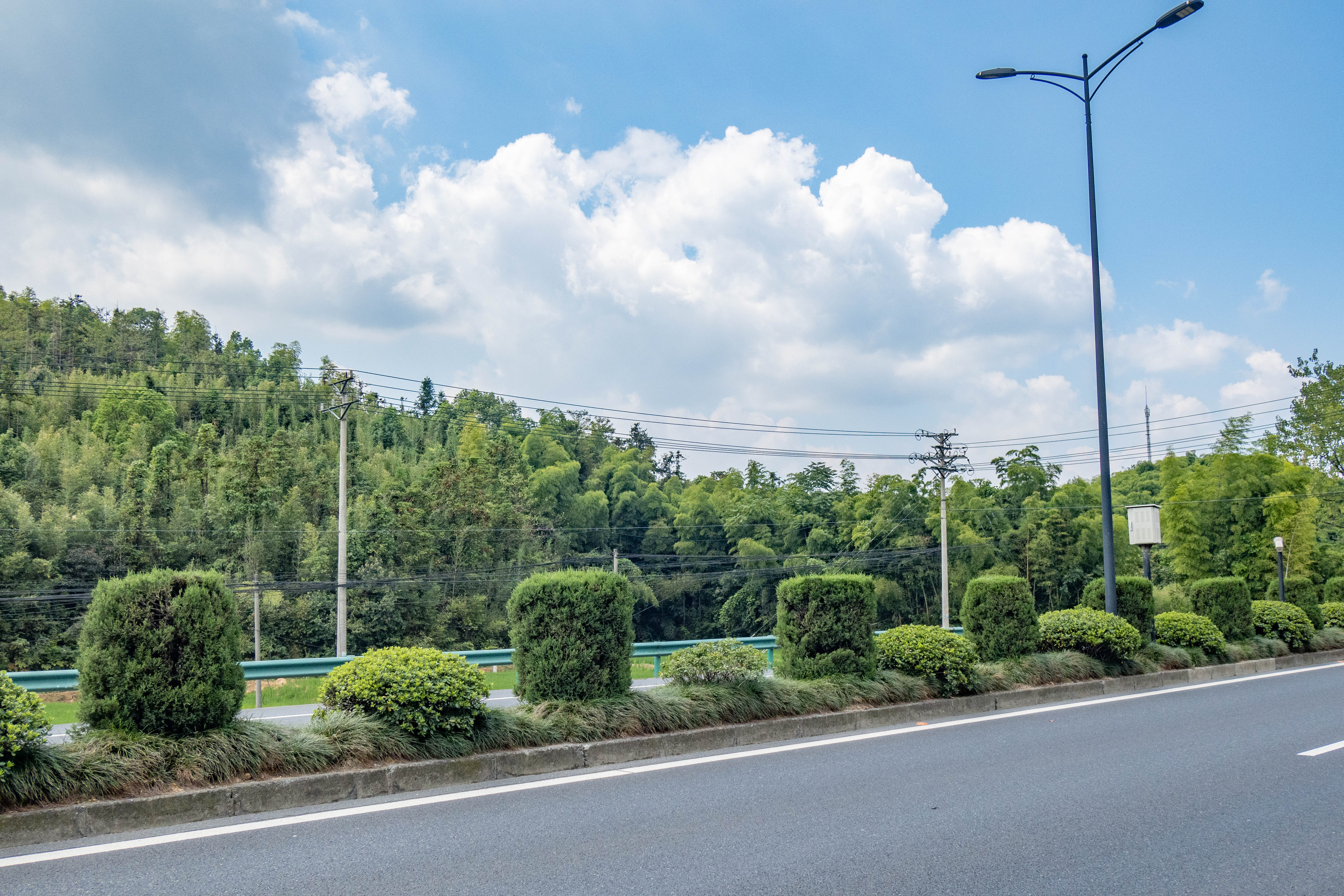
蜜蜂垄遗址
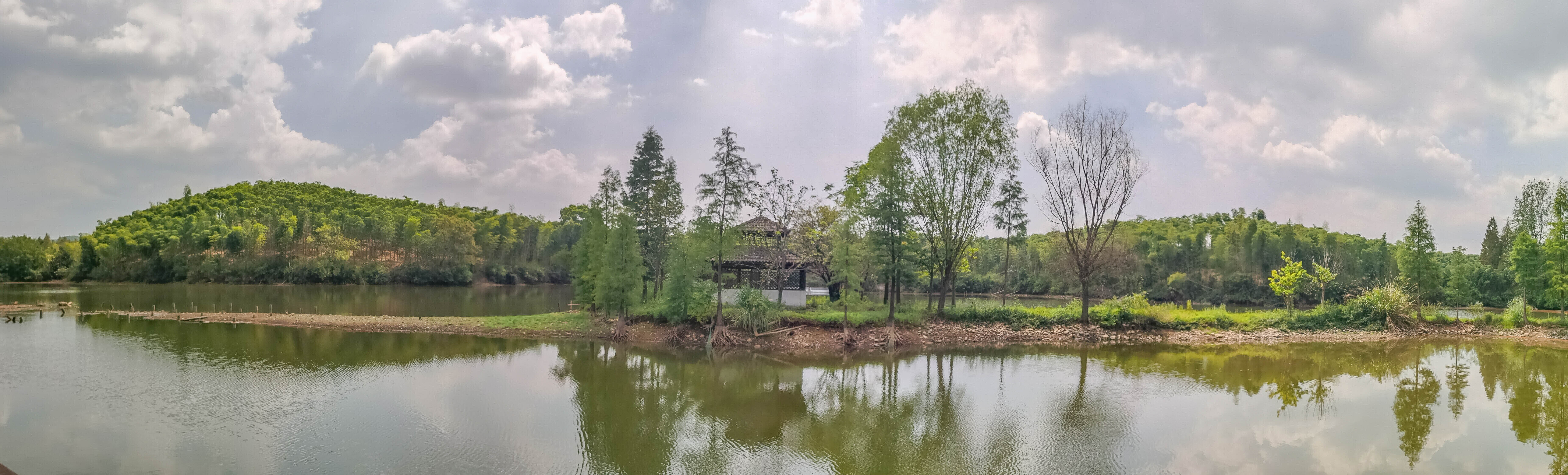
石坞遗址
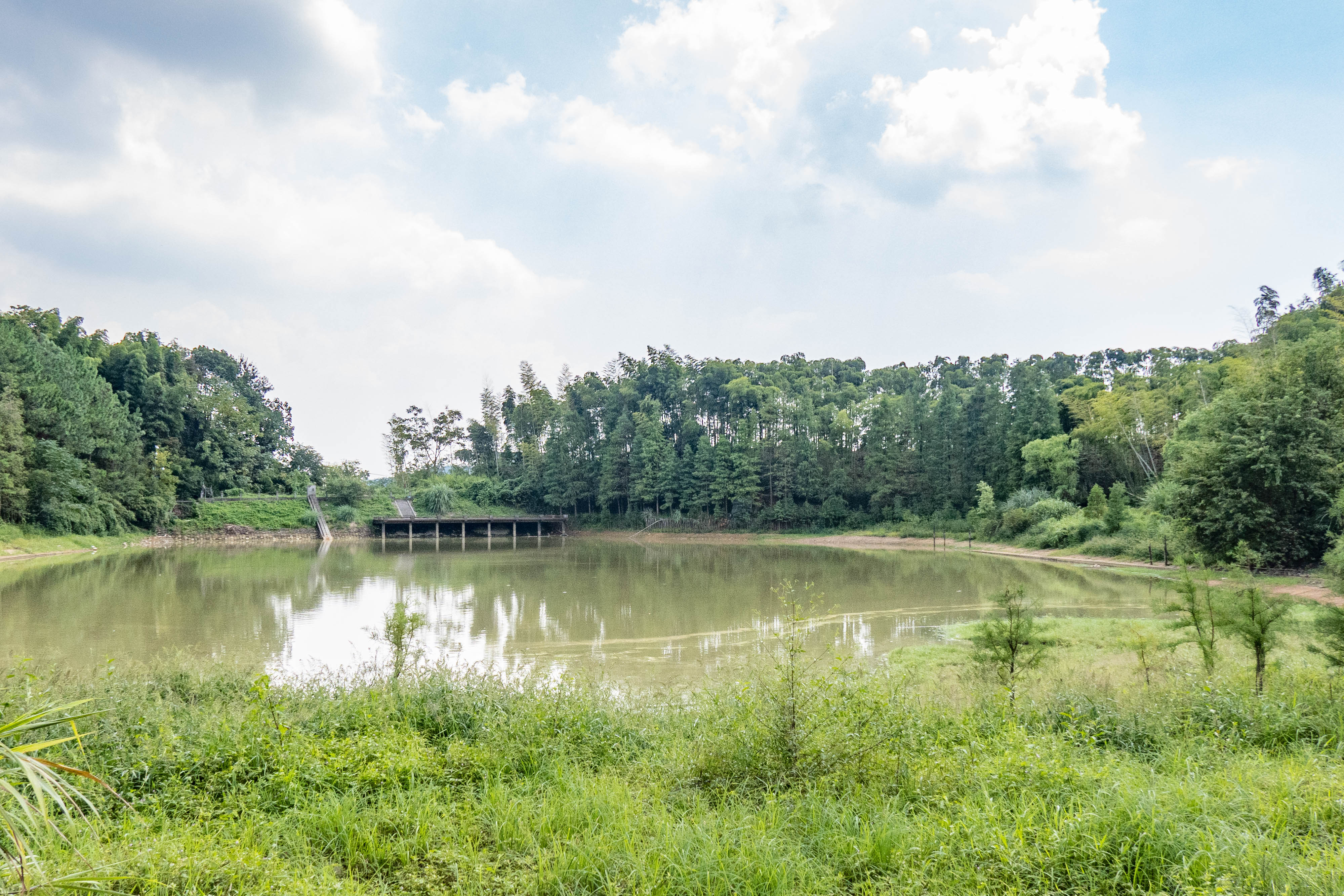
秋坞遗址，左侧为现代坝体，右侧为良渚时期坝体